# Norul lui Oort
Norul lui Oort (uneori numit Norul Öpik–Oort), descris pentru prima dată în 1950 de către astronomul olandez Jan Oort, care a presupus existența unui nor de obiecte transneptuniene ce înconjoară Soarele la distanțe cuprinse între 2.000 și 200.000 au (0,03 până la 3,2 ani-lumină). Este împărțit în două regiuni: un nor intern sub formă de disc (sau norul Hills) și un nor sferic exterior Oort. Ambele regiuni se află dincolo de heliosferă și în spațiul interstelar.Centura Kuiper și discul împrăștiat, celelalte două rezervoare de obiecte transneptuniene, sunt situate la o distanță de aproximativ o sută de ori mai aproape de Soare decât se află norul Oort.
Limita exterioară a norului Oort definește limita cosmografică a Sistemului Solar și întinderea sferei Hill a Soarelui. Norul exterior Oort este legat vag de Sistemul Solar și, astfel, este ușor afectat de atracția gravitațională atât a stelelor trecătoare, cât și a Căii Lactee în sine. Aceste forțe dislocă ocazional cometele de pe orbitele lor din interiorul norului și le trimit spre Sistemul Solar interior. Pe baza orbitelor lor, majoritatea cometelor cu perioadă scurtă pot proveni de pe discul împrăștiat, însă unele ar putea fi originare din norul Oort.
Astronomii presupun că materia care compune norul Oort s-a format mai aproape de Soare și a fost împrăștiată în spațiu de efectele gravitaționale ale planetelor uriașe la începutul evoluției Sistemului Solar. Deși nu au fost făcute observații directe confirmate ale norului Oort, acesta ar putea fi sursa tuturor cometelor de perioadă lungă și de tip Halley care intră în Sistemul Solar interior și a multor centauri și comete de familie Jupiter.

## Ipoteză
Există două clase principale de comete: cometele de perioadă scurtă (numite și comete ecliptice) și cometele de perioadă lungă (numite și comete aproape izotrope). Cometele ecliptice au orbite relativ mici, sub 10 au, și urmează planul ecliptic, același plan în care se află planetele. Toate cometele de perioadă lungă au orbite foarte mari, de ordinul a mii de au și apar din orice direcție pe cer.
Astronomul american A. O. Leuschner, în 1907, a spus că se crede că multe comete au orbite parabolice și, prin urmare, efectuează simple vizite în Sistemul Solar, însă de fapt aveau orbite eliptice și se întorceau după perioade foarte lungi. În 1932 astronomul eston Ernst Öpik a afirmat că cometele de perioadă lungă își au originea într-un nor care orbitează la marginea exterioară a Sistemului Solar. Astronomul olandez Jan Oort a reînviat în mod independent ideea în 1950 ca mijloc de a rezolva un paradox:
- Pe parcursul existenței Sistemului Solar, orbitele cometelor sunt instabile și, în cele din urmă, dinamica dictează faptul că o cometă trebuie fie să se ciocnească cu Soarele sau cu o planetă, fie să fie evacuată din Sistemul Solar de perturbații planetare.
- În plus, fiind formate în cea mai mare parte din gheață și alte elemente volatile, acestea se desprind treptat din cauza radiațiilor electromagnetice până când cometa se desparte sau capătă o crustă izolatoare care împiedică degazarea.

Astfel, a argumentat Oort, o cometă nu s-ar fi putut forma pe orbita sa actuală și ar fi trebuit să fie ținută într-un depozit îndepărtat umplut cu aceste corpuri cerești, care în cele din urmă ajung în Sistemul Solar și devin comete cu perioadă lungă.  Oort a cercetat cometele aproape izotrope și a constatat că cele mai multe dintre ele aveau un afeliu (cea mai îndepărtată distanță de Soare) de aproximativ 20.000 au și păreau să provină din toate direcțiile, ceea ce i-a întărit ipoteza și a sugerat un depozit în formă sferică. Acele comete relativ rare, cu orbite de aproximativ 10.000 au, au trecut probabil prin una sau mai multe orbite prin Sistemul Solar și au avut orbitele atrase spre interior de gravitația planetelor.

## Structură și compoziție

Distanța norului Oort de alte corpuri din Sistemul Solar.

Se crede că norul Oort se extinde de la 2.000-5.000 au (0,03-0,08 al) până la 50.000 au (0,79 al) de la Soare. Unele estimări  plasează limita exterioară între 100.000 și 200.000 au (1,58 și 3,16 al). Norul Oort poate fi împărțit în două regiuni: norul exterior Oort (între 20.000 au și 50.000 au), de formă sferică și norul interior Oort (între 2.000 au și 20.000 au), care are o formă toroidală. Norul exterior este legat doar slab de Soare și furnizează cometele de perioadă lungă (și, posibil, cele de tip Halley) către interiorul orbitei lui Neptun. Norul interior Oort este de asemenea cunoscut sub numele de norul Hills, numit după Jack G. Hills, astronomul care i-a propus existența în 1981. Modelele prezic că norul interior ar trebui să aibă de zeci sau sute de ori mai mulți nuclei cometari decât haloul exterior; este privit ca o posibilă sursă de noi comete pentru aprovizionarea norului exterior, deoarece numărul acestora din urmă se epuizează treptat. Norul Hills explică existența continuă a norului Oort după miliarde de ani.
Norul exterior Oort poate avea miliarde de obiecte mai mari de 1 km, și miliarde cu o magnitudine absolută  mai strălucitoare decât 11 (corespunzând unui diametru de aproximativ 20 de kilometri). În ciuda unui număr atât de mare de corpuri, fiecare dintre ele separat s-ar afla la zeci de milioane de kilometri de cel mai apropiat corp.. Masa norului Oort nu este cunoscută, dar, dacă luăm cometa Halley ca prototip adecvat pentru cometele din norul exterior Oort, se estimează că masa norului exterior ar fi de 3×1025 kilograme, de aproximativ cinci ori mai mare decât Pământul. Anterior, se credea că este mai masiv (până la 380 de mase terestre), dar îmbunătățirea cunoștințelor cu privire la distribuția mărimii cometelor de perioadă lungă a condus la estimări mai mici. Nu au fost publicate estimări ale masei norului Oort interior.
Dacă cometele care au fost analizate sunt reprezentative pentru ansamblu, marea majoritate a obiectelor norului Oort ar fi alcătuite din gheață de apă, metan, etan, monoxid de carbon și acid cianhidric.  Cu toate acestea, descoperirea obiectului transneptunian  PW 1996, care are o orbită tipică unei comete de perioadă durată, sugerează că norul este alcătuit și din 1-2% obiecte stâncoase (asteroizi). Analiza izotopilor de carbon și azot relevă faptul că este o diferență mică între comete cu perioada lungă și cometele familiei Jupiter, în ciuda distanțelor enorme care îi separă. Acest lucru sugerează că ambele provin din norul protosolar original, o concluzie susținută și de studii de dimensiune granulară în cometele norului Oort și de studiul recent al impactului cometei Tempel 1.

## Vezi și
- Heliosferă
- Obiect interstelar
- Discul împrăștiat
- Centura Kuiper
- Obiect transneptunian
- Norul lui Hills

## Legături externe
- en  Norul lui Oort Arhivat în 2 noiembrie 2015, la Wayback Machine. pe NASA's Solar System Exploration